# Distretto di Quiches
Il distretto di Quiches è un distretto del Perù nella provincia di Sihuas (regione di Ancash) con 2.779 abitanti al censimento 2007 dei quali 403 urbani e 2.366 rurali.
È stato istituito il 7 ottobre 1914.